# Miloš Horanský
Miloš Horanský (14. června 1932 Bytča – 7. ledna 2023 Praha) byl český divadelní režisér, vysokoškolský pedagog, básník, autor literatury pro děti a příležitostný herec.

## Život
Narodil se na Slovensku a dětství prožil v rodné Bytči a v Trnavě. Po vzniku Slovenského státu musela rodina odejít na Moravu, třebaže se Horanského slovenská matka přimlouvala u svého bývalého spolužáka Jozefa Tisa za setrvání na Slovensku. Miloš Horanský maturoval v roce 1950 na  gymnáziu v Kroměříži, rodném městě svého otce Vladimíra. Vystudoval divadelní režii na DAMU v Praze a v roce 1954 také na Divadelní fakultě Janáčkovy akademie múzických umění v Brně.
Nejprve prošel řadou divadel na severní Moravě a ve Slezsku (Nový Jičín, Opava, Ostrava), ale v letech 1953–1968 byl režisérem Divadla E. F. Buriana v Praze. V roce 1968 se stal spoluzakladatelem Klubu angažovaných nestraníků, což mu začátkem normalizace vyneslo dočasný zákaz působení v divadle. 
V roce 1969 založil spolu se Zdenou Bratršovskou, Františkem Hrdličkou a Václavem Martincem experimentální Bílé divadlo. Poté působil v Západočeském divadle v Chebu, kde byl i uměleckým šéfem. Po zotavení se z vážné autonehody zakotvil v letech 1973–83 jako umělecký šéf činohry Divadla F. X. Šaldy v Liberci. V letech 1991–93 byl pak uměleckým ředitelem Divadla ABC v Praze.
Zároveň se v 90. letech 20. století stal pedagogem na DAMU, kde pak byl v letech 1994–1997 i děkanem a poté profesorem. Přednášel také na Vyšší odborné škole publicistiky, kde se setkal i s přítelem Františkem Hrdličkou.
Kromě divadla se věnoval i rozhlasu a televizi, kde se objevil jako herec v několika filmech a televizních inscenacích.
Psal také básně a inscenoval poezii v pražských divadlech – v Redutě, Viole či Lyře Pragensis.